# Santiago Álvarez Román
Santiago Álvarez Román (La Habana, 8 de marzo de 1919-La Habana, 20 de mayo de 1998) fue un cineasta cubano. Escribió y dirigió varios documentales sobre la cultura cubana y estadounidense.

## Carrera
Algunas de sus obras más conocidas son el corto Now (1964), sobre la discriminación racial, que es considerado por especialistas como el antecedente del videoclip actual, LBJ (1968) y 79 Primaveras (1969) que analiza a las principales figuras de la Guerra de Vietnam (Lyndon B. Johnson y Hồ Chí Minh respectivamente). En 1968, colaboró con Octavio Getino y Fernando E. Solanas en el documental La Hora de los Hornos, sobre los efectos del imperialismo en Sudamérica. 
Fundador y director del Noticiero ICAIC Latinoamericano, su obra se destacó por la presencia activa del periodismo, el reflejo de importantes sucesos históricos como la invasión mercenaria a Cuba en 1961, el genial uso del montaje y el empleo de la banda sonora como parte indisoluble de la acción dramática. Defendía la importancia del periodismo cinematográfico como enriquecedor del documental y afirmaba: «Yo informo de acontecimientos a partir de ideas que tengo sobre esos acontecimientos». Por su labor como cineasta recibió más de 80 primeros premios en festivales internacionales y concursos nacionales.
Fue nombrado miembro de la Academia de Artes de la República Democrática Alemana y maestro perenne de la Escuela Internacional de Cine y Televisión de San Antonio de los Baños. Fue asesor del Ministro de Cultura de Cuba, presidente de la Federación Nacional de Cine-clubes y, hasta 1986, fue miembro de la Asamblea Nacional del Poder Popular.
En su honor se celebra anualmente, en la ciudad de Santiago de Cuba, el Festival Internacional de Documentales Santiago Álvarez in Memoriam. Jean-Luc Godard le dedicó su segunda cinta de Histoire(s) du cinéma.[cita requerida] En 1991 le fue otorgado el Premio Nacional de Periodismo José Martí.
Murió en La Habana el 20 de mayo de 1998 a causa de una infección en la garganta tras padecer de enfermedad de Parkinson y fue enterrado en el Cementerio de Colón, en La Habana.

## Filmografía
- El bárbaro del ritmo (1960)
- Ciclón (1963)
- Muerte al invasor (1961), en codirección con Tomás Gutiérrez Alea
- Segunda Declaración de La Habana (1965)
- Now (1965)
- Hanoi, martes 13 (1965)
- La guerra olvidada (1965)
- Hasta la victoria siempre (1965)
- Golpeando en la selva (1965) - Sobre las guerrillas en Colombia.
- La Hora de los Hornos (1966) - Sobre el imperialismo en Sudamérica
- L.B.J (1966) - Sobre Lyndon B. Johnson
- 79 Primaveras (1967) - Sobre la vida de Hồ Chí Minh
- Piedra sobre piedra (1968) - Sobre el terremoto en Perú
- La estampida (1970) - Sobre la invasión estadounidense a Laos
- De América soy hijo y a ella me debo (1971) - Largometraje documental sobre el viaje de Fidel Castro a Chile.
- El tigre saltó y mató… pero… morirá…morirá…!!! (1973)
- Y el cielo fue tomado por asalto (1974)- Largometraje documental sobre el viaje de Fidel Castro a Argelia y los países socialistas
- Los cuatro puentes (1974) - Fidel en la V Conferencia de los Países No Alineados y viaje a Viet Nam
- Abril de Vietnam en el año del Gato (1975) - Su obra cumbre. Trata la guerra de Vietnam vista desde una óptica antiimperialista, mucho más precisa, veraz y humana que el resto de los documentales y películas hechas por EE. UU.
- El sol no se puede tapar con un dedo (1976) - Fidel en XXV Congreso del PCUS
- El tiempo es el viento (1976) - Primer Congreso del Partido Comunista de Cuba
- Morir por la patria es vivir (1976) - Sobre el sabotaje del avión de Cubana de Aviación en Barbados
- Mi hermano Fidel (1977)
- El octubre de todos (1977) - Viaje de Fidel a varios países africanos
- Y la noche se hizo arcoíris (1978) - Viaje de Fidel a Etiopía
- El gran salto al vacío (1979)
- La guerra necesaria (1980)
- Celia, imagen del pueblo
- Las antípodas de la victoria (1986)
- Aires de renovación en el meridiano 37 (1986)
- BrasCuba (1987) (codirección)
- Una nave llena de sueños (1987)
- Signo de los nuevos tiempos (1988)
- Historia de una Plaza (1989)
- El sol que no descansa ni olvida (1989)
- Brevario de una visita (1991)
- ¿Perdedores? (1991)
- Imágenes del futuro (1992)
- ¡Ave María! (1993)
- Del Caribe colombiano (1994)
- Cartagena, segunda independencia (1994)
- Cubanos en Barranquilla (1994)
- El muro (1995)
- Concierto mayor (1997)
- Concierto para la vida (1997)
- La isla de la música (1997)

## Premios y nominaciones
Festival Internacional de Cine de San Sebastián
| Año  | Categoría                           | Película           | Resultado |
| ---- | ----------------------------------- | ------------------ | --------- |
| 1971 | Concha de Oro al mejor cortometraje | El sueño del Pongo | Ganador   |